# Fort Knox

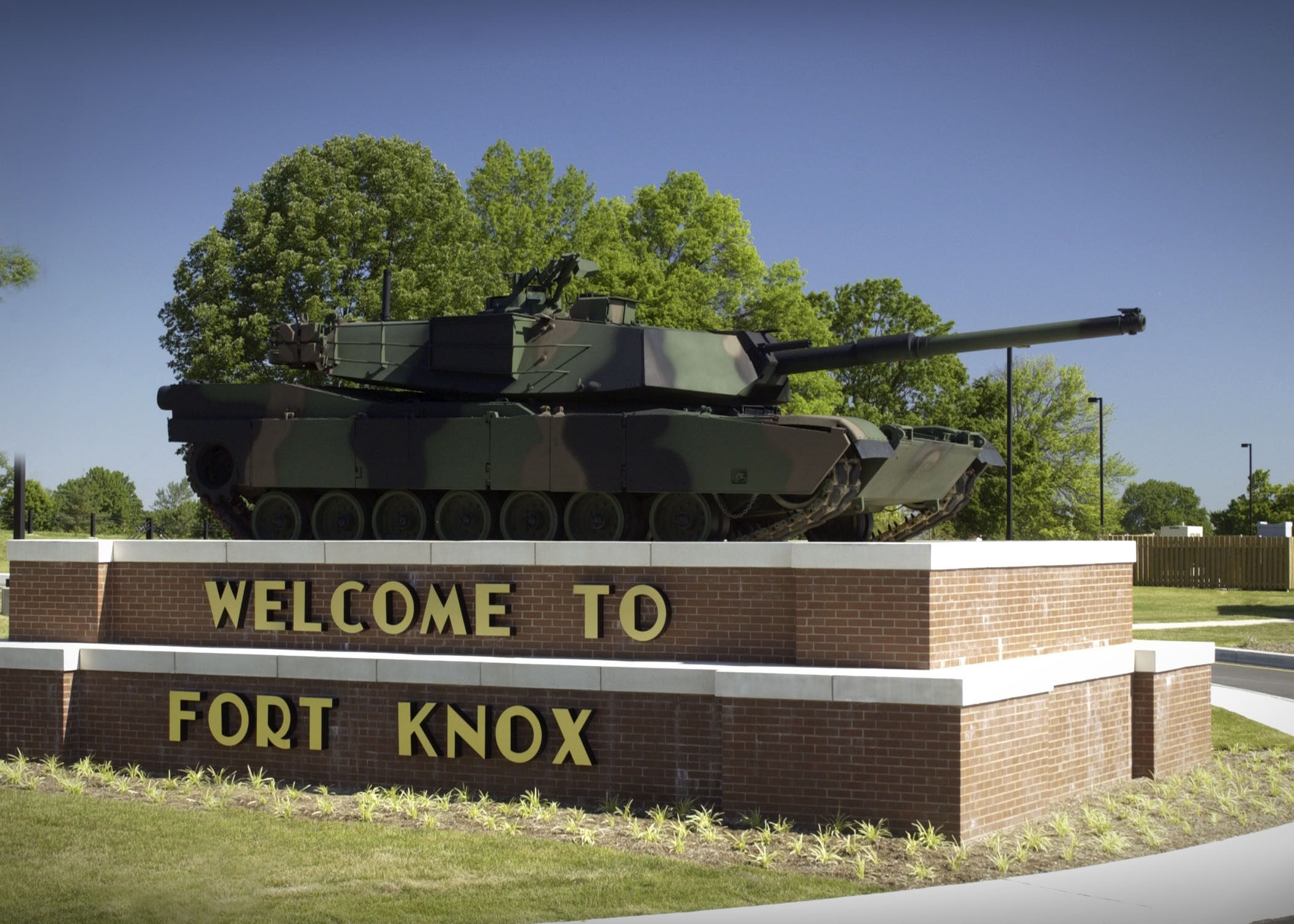
Entree

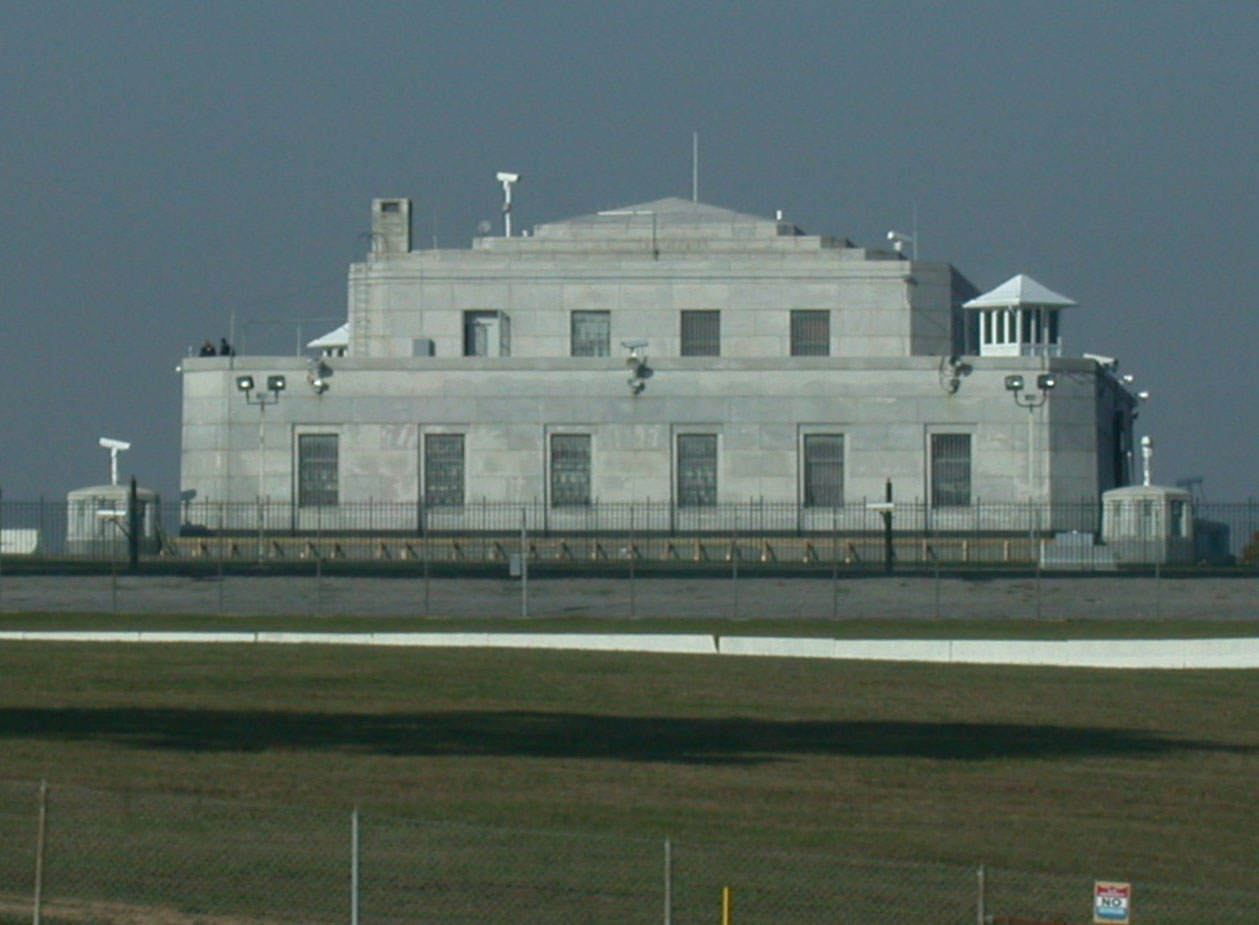
De goudopslag in Fort Knox

Fort Knox is een legerpost van de Verenigde Staten gelegen in Fort Knox in de Amerikaanse staat Kentucky. Fort Knox ligt ten noorden van Elizabethtown, en ten zuiden van Louisville. De legerpost beslaat meer dan 441 km² en had in 2010 een bevolking van 10.124 personen. De United States Bullion Depository (de goudopslag waar het fort het meest bekend om is) en het General George Patton Museum bevinden zich ook in het fort.

## Geschiedenis van Fort Knox
In 1861, tijdens de Amerikaanse Burgeroorlog werden er voor het eerst versterkingen gebouwd op de locatie van Fort Knox onder de naam Fort Duffield. Na de oorlog werd de locatie gedeactiveerd en het duurde tot januari 1918 voor er weer militaire activiteiten plaatsvonden. Toen werd de basis gelegd voor het fort zoals we het nu kennen. Dit werd vernoemd naar Henry Knox. Tot 1919 was het kamp nog niet echt een fort, maar in juli 1919 werd het uitgebreid door het aankopen van 40 km² land en begon de constructie van het eigenlijke fort.
In 1931 werd een kleine eenheid gemechaniseerde cavalerie gestationeerd in het fort. In januari arriveerden het 1e en 13de cavalerieregiment en werd de 7e gemechaniseerde cavaleriebrigade gevormd. Het succes van de Duitse gemechaniseerde eenheden aan het begin van de Tweede Wereldoorlog zorgde ervoor dat het 1ste cavalarieregiment werd omgevormd tot de 1ste Pantserdivisie en leidde tot de omvorming van Fort Knox tot het opleidingscentrum van de Amerikaanse gepantserde eenheden. Om deze nieuwe rol te kunnen uitoefenen werd het terrein uitgebreid. In 1943 waren er al 3820 gebouwen binnen het over 432 km² verspreide basisterrein.

## Boek
Fort Knox komt voor in het boek Goldfinger van Ian Fleming over James Bond, dat in 1964 verfilmd werd.